# Тиранн-разбойник
Тиранн-разбойник (лат. Legatus leucophaius) — вид воробьинообразных птиц из семейства тиранновых (Tyrannidae), выделяемый в монотипический род тираннов-разбойников (Legatus). Длина тела — 15—16,5 см.
Издаёт быстрый, чистый звук «ю-ти-ти-тит» (этот звук продолжается около 1 секунды) или «де-ди-ди-ди», после которого периодически следует резкий и чистый звук «вьиию»; иногда птица перед своей типичной песней произносит звуки «ке-ке-ке-ке-ке-ке».

## Подвиды
- Legatus leucophaius variegatus — от востока Мексики южнее до севера и центральной части Гватемалы, Белиза и Гондураса[1];
- Legatus leucophaius leucophaius — от Никарагуа южнее до Панамы и Колумбии, затем восточнее до Венесуэлы и Гвианы, Тринидада и Тобаго, и южнее в Эквадор, Перу, северо-запад и центральная часть Бразилии (Мату-Гросу и север Риу-Гранди-ду-Сул), а также с севера и востока Боливии до центральной и восточной части Парагвая и севера Аргентины[1].